# Stephanos (Grammatiker im 7. Jahrhundert)
Stephanos war ein byzantinischer Grammatiker des frühen 7. Jahrhunderts. Von seinem Kommentar zur Techne (Grammatik) des Dionysios Thrax sind einige Exzerpte erhalten geblieben. Dort kann sich Stephanos als guter Kenner der stoischen Philosophie und Sprachtheorie ausweisen. Andere mit ihm in Verbindung gebrachte Teile der Überlieferung sind nicht mehr eindeutig ihm oder anderen mit ihm häufig in Scholien-Sammlungen genannten Autoren wie Heliodor, Choiroboskos oder Melampus zuzuweisen.